# Luca Sangalli
Luca Sangalli Fuentes (San Sebastián, Guipúzcoa, 10 de febrero de 1995) es un futbolista español que juega de centrocampista.
Es hermano menor del también jugador, y exfutbolista de la Real, Marco Sangalli y sobrino del exfutbolista Miguel Fuentes.

## Trayectoria
Nació en San Sebastián, País Vasco. Se formó en la cantera de la Real Sociedad, pasando del equipo juvenil de la misma al Sanse en el año 2014. En el filial donostiarra disputó 115 encuentros a lo largo de cuatro campañas. Tras completar una excelente temporada en Segunda División B, en la que el Sanse estuvo muy cerca de conseguir el ascenso a Segunda, obtuvo la promoción al primer equipo, ampliando su contrato hasta el año 2020.
Hizo su debut en Primera el 31 de agosto de 2018, en el partido correspondiente a la jornada 3 de la temporada 2018-19 en Ipurúa, frente a la Sociedad Deportiva Eibar. El 6 de octubre logró su primer tanto en la victoria por 1 a 3 ante el Athletic Club en el Estadio de San Mamés.
El 31 de octubre sufrió un ictus isquémico leve, del que se recuperó satisfactoriamente.
De cara a la temporada 2021-22 volvió a la disciplina del filial con el objetivo de tener minutos después de sufrir varias lesiones de larga duración. Esa sería su última campaña en el club, marchándose después de quince años una vez finalizó su contrato el 30 de junio.
El 14 de junio de 2022 firmó por el F. C. Cartagena por una temporada más otra opcional. Cumplió una de ellas y en julio de 2023 fichó por el Málaga C. F. hasta 2025. Dejó el club el 28 de julio de ese año tras ayudar a conseguir el ascenso a Segunda División en su primera campaña y disputar otra en Segunda División.

## Estadísticas
Actualizado al último partido disputado el 22 de marzo de 2025.
| Club                       | Div.          | Temporada     | Liga  | Liga  | Copas nacionales | Copas nacionales | Copas internacionales | Copas internacionales | Total | Total |
| Club                       | Div.          | Temporada     | Part. | Goles | Part.            | Goles            | Part.                 | Goles                 | Part. | Goles |
| -------------------------- | ------------- | ------------- | ----- | ----- | ---------------- | ---------------- | --------------------- | --------------------- | ----- | ----- |
| Real Sociedad "B" · España | 2.ª B         | 2014-15       | 28    | 0     | —                | —                | —                     | —                     | 28    | 0     |
| Real Sociedad "B" · España | 2.ª B         | 2015-16       | 30    | 5     | —                | —                | —                     | —                     | 30    | 5     |
| Real Sociedad "B" · España | 2.ª B         | 2016-17       | 38    | 3     | —                | —                | —                     | —                     | 38    | 3     |
| Real Sociedad "B" · España | 2.ª B         | 2017-18       | 19    | 5     | —                | —                | —                     | —                     | 19    | 5     |
| Real Sociedad · España     | 1.ª           | 2018-19       | 18    | 1     | 1                | 0                | —                     | —                     | 19    | 1     |
| Real Sociedad · España     | 1.ª           | 2019-20       | 11    | 0     | 3                | 2                | —                     | —                     | 14    | 2     |
| Real Sociedad · España     | 1.ª           | 2020-21       | 0     | 0     | 0                | 0                | 0                     | 0                     | 0     | 0     |
| Real Sociedad · España     | Total club    | Total club    | 29    | 1     | 4                | 2                | 0                     | 0                     | 33    | 3     |
| Real Sociedad "B" · España | 2.ª           | 2021-22       | 20    | 1     | —                | —                | —                     | —                     | 20    | 1     |
| Real Sociedad "B" · España | Total club    | Total club    | 135   | 14    | 0                | 0                | 0                     | 0                     | 135   | 14    |
| F. C. Cartagena · España   | 2.ª           | 2022-23       | 22    | 0     | 3                | 0                | —                     | —                     | 25    | 0     |
| F. C. Cartagena · España   | Total club    | Total club    | 22    | 0     | 3                | 0                | 0                     | 0                     | 25    | 0     |
| Málaga C. F. · España      | 1.ª F         | 2023-24       | 19    | 1     | 1                | 0                | —                     | —                     | 20    | 1     |
| Málaga C. F. · España      | 2.ª           | 2024-25       | 9     | 0     | 1                | 0                | ―                     | ―                     | 10    | 0     |
| Málaga C. F. · España      | Total club    | Total club    | 28    | 1     | 2                | 0                | 0                     | 0                     | 30    | 1     |
| Total carrera              | Total carrera | Total carrera | 214   | 16    | 9                | 2                | 0                     | 0                     | 223   | 18    |
| 1. 2.                      |               |               |       |       |                  |                  |                       |                       |       |       |

## Palmarés

### Títulos nacionales
| Título       | Club          | País   | Año  |
| ------------ | ------------- | ------ | ---- |
| Copa del Rey | Real Sociedad | España | 2020 |